# Jacques Ier d'Arette de Béarn-Bonasse
Pour les articles homonymes, voir Jacques Ier, Arette et Béarn (homonymie).
Cet article possède un paronyme, voir Bonnasse.
Jacques Ier d'Arette de Béarn-Bonasse est baptisé vers 1600 en Béarn et décède le 16 février 1666 à Saint-Castin, en France. Il fut seigneur de Bonasse et abbé laïc d'Arette. En 1654, sa seigneurie devint une baronnie.
Il est le fils de Henri de Béarn-Bonasse et de Jeanne de Belsunce, fille de Arnaud de Belsunce et de Catherine d'Arbide de Lacarre

## Sources
« Revue de Béarn, Navarres et Lannes: partie historique de la Revue des Basses-Pyrénées et des Landes, volume 2, p.302 »